# Gaudium et Spes
La constitution pastorale Gaudium et Spes (la Joie et l'Espérance) « sur l'Église dans le monde de ce temps » est l'un des principaux documents de l'Église catholique issus du IIe concile œcuménique du Vatican.
Approuvée par 2 307 des évêques présents, et rejetée par 75 d'entre eux, elle est promulguée par Paul VI, comme évêque de Rome, le 8 décembre 1965, le dernier jour du concile. Le titre « Gaudium et Spes » vient des premiers mots du texte (l'incipit), qui signifient « Joie et Espérance ».

## Élaboration
L'élaboration de la constitution pastorale Gaudium et Spes fut difficile et marquée par de vifs débats. Rédigé à partir d'une thèse faite sur la base des archives du Saint-Siège, l'ouvrage de Giovanni Turbanti, Un concilio per il mondo moderno: la redazione della costituzione pastorale "Gaudium et Spes" del Vaticano II, retrace dans le détail le chemin par lequel les rédacteurs ont progressé à partir du schéma initial, dit « Schéma XIII » pour parvenir au texte définitif, en passant par le « Schéma de Malines », dit « Schéma XVII ».
Gaudium et Spes propose la perspective suivante : l'Église est dans le monde sans être du monde, profondément solidaire de l'histoire humaine, inséparable de la condition humaine au sein de laquelle, en vivant l'Évangile, elle fait vivre la présence du Christ dans le monde.
Cette intime solidarité avec la condition humaine signifie de la part de l'Église un intérêt profond pour le fait humain, une ambition pour les hommes et les femmes de ce temps, une attention aux signes annonciateurs de la présence divine ; elle exprime sa volonté de partager avec le monde ce qu'elle a reçu et reçoit encore dans l'Esprit saint comme voies de réconciliation, de justice, de salut ; elle se révèle aussi par le choix d'une attitude d'écoute du monde, de collaboration au bien de tous, de recherche commune de solutions aux problèmes contemporains. Ainsi la constitution Gaudium et Spes apporte-t-elle une contribution spécifique à la doctrine sociale de l'Église.

## Plan
(Les chiffres donnés correspondent aux chapitres.)
- Avant-propos (1 à 3)
- Introduction : La situation de l'homme dans le monde moderne (4 à 10)
- Première partie - L'Église et la vocation humaine (11 à 45)
  - Chapitre I - La dignité de la personne humaine (12 à 22)
  - Chapitre II - La communauté humaine (23 à 32)
  - Chapitre III - L'activité humaine dans le monde (33 à 39)
  - Chapitre IV - Le rôle de l'Église dans le monde moderne (40 à 45)
- Deuxième partie - De quelques problèmes plus urgents (46 à 93)
  - Chapitre I - Dignité du mariage et de la famille (47 à 52)
    - Introduction (53)
    - Situation de la culture dans le monde actuel (54 à 56)
    - Quelques principes relatifs à la promotion culturelle (57 à 59)

  - Chapitre III - La vie économico-sociale (63 à 72)
  - Chapitre IV - La vie de la communauté politique (73 à 76)
  - Chapitre V - La sauvegarde de la paix et la construction de la communauté des Nations (77 à 90)
- Conclusion (91 à 93)

## Réception
Dans l'épilogue du livre Principes de la théologie catholique, publié en 1982, le cardinal Ratzinger a déclaré que Gaudium et Spes était largement perçue comme un contre-Syllabus.
La constitution pastorale Gaudium et Spes tient une place centrale dans l'enseignement de Jean-Paul II. Alors jeune évêque, comme en témoignent le père Congar et le père de Lubac, tous deux experts au concile, il a participé de très près à l'élaboration de ce texte majeur. Si certaines problématiques ont vieilli, les fondements anthropologiques et théologiques restent d'actualité pour affronter les nouveaux problèmes qui se présentent au XXIe siècle.
Selon l'écrivain et journaliste Antonio Socci, Gaudium et Spes a été complétée par l'encyclique Spe Salvi, qui discute davantage des fins dernières.

## Actualité deGaudium et Spesdans le cadre de la conversion écologique de l'Église
Au moment où paraît Gaudium et Spes, la grande majorité des pays développés est au cœur des Trente Glorieuses. Les préoccupations écologiques ne sont pas encore d'actualité.
Le magistère reste dans une approche très anthropocentrique, dans laquelle la créature humaine est maîtresse de l'univers. Il s'agit d'un point d'accord entre croyants et non croyants : « Tout sur Terre doit être ordonné à l'homme comme à son centre et à son sommet ». Cette position est renforcée par l'affirmation de la singularité et de la supériorité humaines : « En vérité, l'homme ne se trompe pas s'il se reconnaît supérieur aux éléments matériels et qu'il se considère comme irréductible, soit à une simple parcelle de la nature, soit à un élément anonyme de la cité humaine »,.
Quelques éléments permettent de commencer à interroger l'absolu de la domination de l'être humain. Le critère de « l'humanum dans sa plénitude » pose une première limite fondamentale à la liberté de l'action humaine. Une autre limite est posée : l'affirmation de l'autonomie des réalités terrestres, avec les lois et les valeurs propres des choses créées. L'être humain doit respecter la volonté du Créateur, et reconnaître une valeur propre à la nature, indépendamment de son utilité pour l'être humain.
Le regard reste résolument optimiste sur la science et le progrès technique, partageant la mentalité dominante de l'époque, avec des convictions productivistes et une confiance dans la croissance On perçoit pourtant des doutes sur les risques et la finalité de la science et de la technologie, avec la course aux armements et l'équilibre de la terreur nucléaire. Il faut donc un discernement critique,.
Une éthique de la création s'esquisse avec une invitation à user des biens de ce monde dans un esprit de pauvreté et de liberté et une première critique de l'emprise croissante de l'être humain sur la nature caractéristique de l'économie moderne. L'accent est mis sur la nécessité d'un juste partage des ressources naturelles et sur le caractère communautaire de la vocation humaine. Une brève allusion à l'Eucharistie, « sacrement de la foi, dans lequel des éléments de la nature, cultivés par l'homme, sont changés en son Corps et en son Sang glorieux » ouvre des perspectives pour un développement ultérieur d'une théologie eucharistique de la création.